# Фрейн, Иосиф Франц
Иосиф Франц Фрейн (нем. Josef Franz Freyn, 1845 — 1903) — австрийский ботаник.

## Биография
Иосиф Франц Фрейн родился 7 декабря 1845 года в Праге.
Он внёс значительный вклад в ботанику, описав множество видов семенных растений.
Иосиф Франц Фрейн умер 16 января 1903 года.

## Научная деятельность
Иосиф Франц Фрейн специализировался на семенных растениях.

## Некоторые публикации
- Freyn, J. 1903. Plantae ex Asia Media. [Forts, folgt]. Bull, de l’Herb. Boissier. 1903. p. S 57—873.